# لحلاح ستيفن
لحلاح ستيفن نوع نباتي يتبع جنس اللحلاح من الفصيلة اللحلاحية.

## الموئل والانتشار
موطنه المشرق العربي حتى أطراف بادية الشام، حيث سجل وجوده في صافيتا وحوران ودمشق وفلسطين.

## الوصف النباتي
اللحلاح عشب معمر من أحاديات الفلقة، له جعثن (كورمة) (ونادراً رئد (بالإنجليزية: Stolon)‏)، بيضي الشكل، وتغطي الجعثن حراشف بنية، ويتشكل سنويا جعثن جديد. له أوراق قاعدية خيطية تتشكل في الربيع. النورة عنقودية تزهر في الخريف. الأزهار بنفسجية فاتحة جميلة يتراوح عددها بين 2 و5 أزهار، والكم له ست بتلات. والثمرة كبسولة ثلاثية الحجرات، أما الثمار فتنضج في بداية الصيف.